# Мачулищанська сільська рада
Мачулищанська сільська́ ра́да — колишній орган місцевого самоврядування в Путивльському районі Сумської області. Адміністративний центр — село Мачулища.

## Загальні відомості
- Населення ради: 447 осіб (станом на 2001 рік)

## Населені пункти
Сільській раді підпорядковані населені пункти:
- с. Мачулища
- с. Вощинине
- с. Уцькове

## Склад ради
Рада складалася з 12 депутатів та голови.
- Голова ради: Кіптенко Василь Миколайович
- Секретар ради: Винокурова Раїса Василівна

### Керівний склад попередніх скликань
| Прізвище, ім'я, по батькові | Основні відомості                                                 | Дата обрання | Дата звільнення |
| --------------------------- | ----------------------------------------------------------------- | ------------ | --------------- |
| Кіптенко Василь Миколайович | Сільський голова, 1958 року народження, освіта вища, безпартійний | 26.03.2006   | 31.10.2010      |
| Кіптенко Василь Миколайович | Сільський голова, 1958 року народження, освіта вища, безпартійний | 31.10.2010   |                 |

Примітка: таблиця складена за даними сайту Верховної Ради України